# Мігай Баєр
Мігай Баєр (угор. Bayer Mihály; 3 грудня 1954, Мезоберень, Угорщина) — угорський дипломат. Надзвичайний і Повноважний Посол Угорщини в Україні.

## Біографія
Народився 3 грудня 1954 року в місті Мезоберень, Угорщина. У 1980 році закінчив Московський державний інститут міжнародних відносин, економіст-міжнародник. Володіє іноземними мовами: Англійська, арабська, російська мови.
З 30 червня 1980 - 22 липня 1981 рр. Референт Департаменту Країн Північної Африки та Близького Сходу МЗС Угорщини.
З 23 липня 1981 - 13 вересня 1986 рр. Аташе з питань культури та преси Посольства Угорщини у Лівії
З 14 вересня 1986 - 25 лютого 1990 рр. Референт Департаменту Країн Північної Африки та Близького Сходу 
З 26 лютого 1990 - 9 серпня 1990 рр. Радник-посланник Посольства Угорщини в Єгипті
З 10 вересня 1990 - 3 грудня 1994 рр. Надзвичайний і Повноважний Посол Угорщини в Єменській Республіці
З 1 лютого 1995 - 31 серпня 1995 рр. Заступник Директора Департаменту Країн Африки та Близького Сходу 
З 1 вересня 1995 - 22 серпня 1999 рр. Директор Департаменту Країн Африки та Близького Сходу 
З 23 серпня 1999 - 2 серпня 2004 рр. Надзвичайний і Повноважний Посол Угорщини в Китайській Народній Республіці
3 листопада 2000 - 2 серпня 2004 рр. Посол - нерезидент у Демократичній Народній Республіці Корея
3 серпня 2004 - 31 липня 2006 рр. Директор Департаменту Співдружності Незалежних Держав
З 1 серпня 2006 - 28 лютого 2007 рр. Головний радник Директора з політичних питань Міністерства закордонних справ Угорщини
З 1 березня 2007 - 31 березня 2008 рр. Надзвичайний і Повноважний Посол Угорської Республіки в Республіці Молдова
З 1 квітня 2008 - 20 листопада 2009 рр. Посол з особливих доручень - спеціальний представник Угорщини з проекту газопроводу «Набуко» 
З 21 листопада 2009 - 15 липня 2010 рр. Посол з питань енергетичної безпеки 
З 1 листопада 2010 року Надзвичайний і Повноважний Посол Угорської Республіки в Києві.

## Дипломатичні досягнення
У 1987 р. був одним з визначальних членів Робочої групи експертів Міністерства закордонних справ Угорщини з розробки та впровадження концепції відбудови угорсько-ізраїльських відносин. 
У 1992 р. розпочав процес, в результаті якого нафтова промисловість Угорщини отримала концесійні права на розвідку нафти у Єменській Республіці. 
У 2000 р. брав участь у розробці концепції білатерального угорсько-китайського діалогу з прав людини та налагодження співпраці. 
У 2007 р., як координатор, а згодом як посол у Молдові організував та координував встановлення і функціонування першого за історію Європейського Союзу Єдиного Спільного Центру Видачі Віз. 
Організатор Саміту «Набуко»  в Будапешті від 26-27 січня 2009 року. З січня по липень 2009 очолював делегацію Угорщини на конференції з розробки міжнародної угоди газопроводу «Набуко» .

## Нагороди та відзнаки
- Орден Офіцерського Хреста Угорської Республіки (2009).
- Орден Честі Республіки Молдова ("Ordinul de Onoare") (2008).
- «Pro Turismo» - за розвиток туризму (2004).